# Rallye Défi
Le Rallye Défi (ou Rallye Défi Ste-Agathe/Duhamel) est une compétition annuelle de rallye automobile canadienne, sur asphalte.

## Histoire

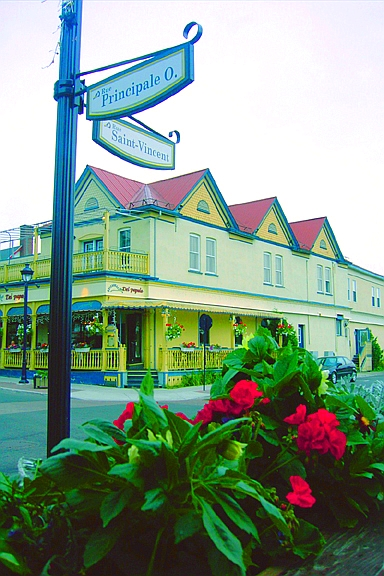
La rue principale de St-Agathe.

Il se déroule actuellement début septembre (mais longtemps il fut en octobre), et constitue la troisième manche francophone du Championnat du Canada des rallyes (CRC). Rallye de performance, sa vingtaine étapes se dispute dans le comté des Laurentides et celui de Papineau.
Il a été imaginé en 1982 par le Club Autos Sport La Licorne, pour succéder au Critérium du Québec, épreuve du WRC disparue en 1980 et elle aussi disputée aux environs de Sainte Agathe. Il correspond à une distance d'environ 900 km parcourus en deux journées. De toutes les étapes de l'épreuve, celle incluant le Tour du Lac des Sables et la traversée des rues de la ville (déjà existante à l'époque du Critérium du Québec) fut la plus importante en termes de fréquentation de spectateurs. Sa disparition en 1989 entraîna une interruption de l'épreuve de 11 ans. Le Club Autosport Défi Inc. (CASDI), fondé en 2001, en est l'actuel organisateur.
Depuis sa reprise, Antoine L'Estage l'a emporté 7 fois en 12 manches du CRC.
Antérieurement, John Buffum avait réussi 4 victoires en 6 manches du CRC.

## Palmarès

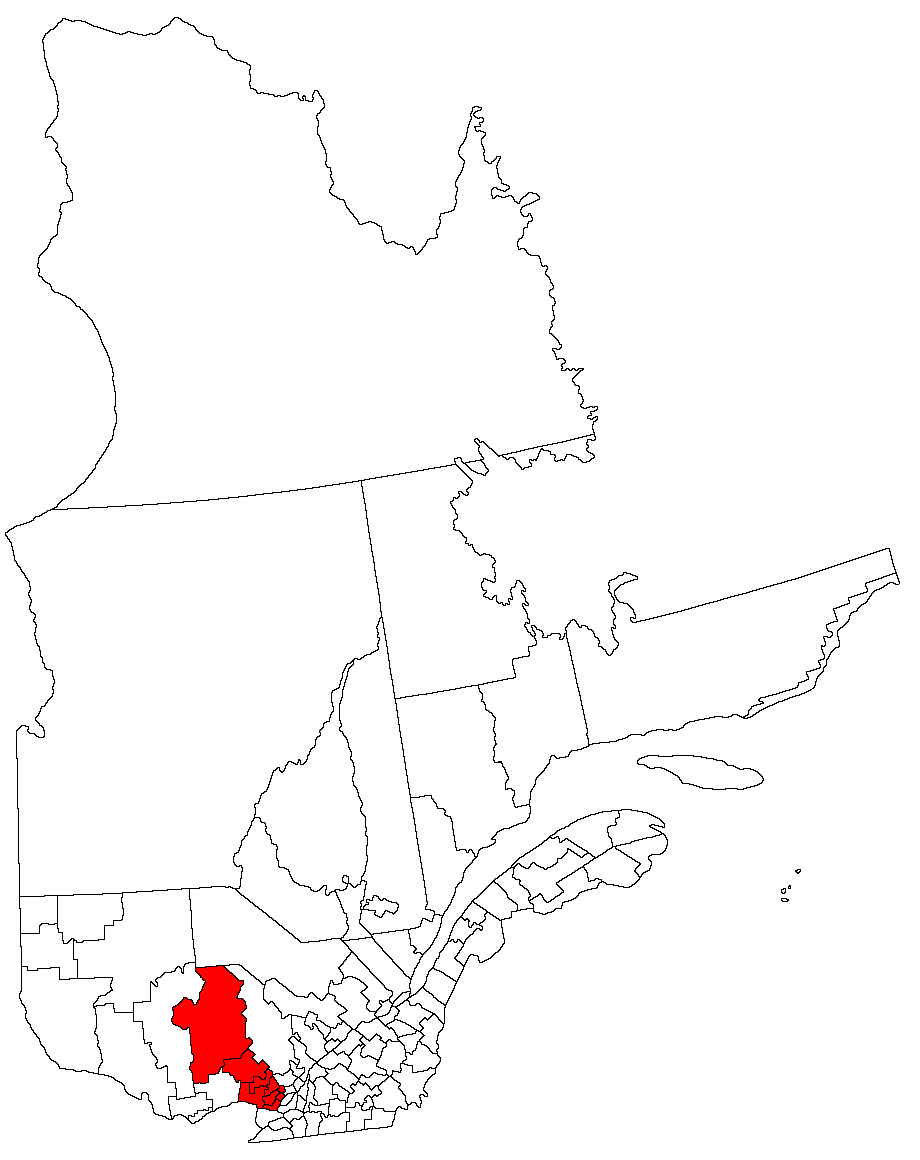
Les Laurentides.

La MRC Papineau.

| Année                        | Pilote                | copilote             | Voiture                   |                 |
| ---------------------------- | --------------------- | -------------------- | ------------------------- | --------------- |
| 1982 (Coupe du Québec)       | Nicole Ouimet         | Yves Fontaine        | Datsun 510                |                 |
| 1983                         | Bernard Franke        | Richard Cyr          | Volvo 242                 |                 |
| 1984                         | John Buffum           | Tom Grimshaw         | Audi Quattro              |                 |
| 1985                         | John Buffum           | Tom Grimshaw         | Audi Quattro              |                 |
| 1986                         | John Buffum           | Tom Grimshaw         | Audi Quattro              |                 |
| 1987                         | John Buffum           | Tom Grimshaw         | Audi Quattro              |                 |
| 1988                         | Bruno Kreibich        | Clark Bond           | Audi Quattro              |                 |
| 1989 à 1999                  | Épreuve arrêtée       | Épreuve arrêtée      | Épreuve arrêtée           | Épreuve arrêtée |
| 2000 (Championnat du Québec) | Sylvain Vincent       | Dominique Cyr        | Subaru Impreza WRX        |                 |
| 2001 (Championnat du Québec) | Jean-Sébastien Besner | Jacques Besner       | Mitsubishi Lancer Evo I   |                 |
| 2002                         | Patrick Richard       | Ian McCurdy          | Mitsubishi Lancer Evo IV  |                 |
| 2003                         | Sylvain Erickson      | Philip Erickson      | Mitsubishi Lancer Evo IV  |                 |
| 2004                         | Patrick Richard       | Nathalie Richard     | Subaru Impreza WRX STI    |                 |
| 2005                         | Antoine L'Estage      | Yannick Napert       | Hyundai Tiburon           |                 |
| 2006                         | Antoine L'Estage      | Nathalie Richard     | Hyundai Tiburon           |                 |
| 2007                         | Antoine L'Estage      | Nathalie Richard     | Hyundai Tiburon           |                 |
| 2008                         | Patrick Richard       | Alan Ockwell         | Subaru Impreza WRX STI    |                 |
| 2009                         | Antoine L'Estage      | Nathalie Richard     | Mitsubishi Lancer Evo X   |                 |
| 2010                         | Antoine L'Estage      | Nathalie Richard     | Mitsubishi Lancer Evo X   |                 |
| 2011                         | Antoine L'Estage      | Nathalie Richard     | Mitsubishi Lancer Evo X   |                 |
| 2012                         | Ken Block             | Alessandro Gelsomino | Ford Fiesta H.F.H.V. 2011 |                 |
| 2013                         | Antoine L'Estage      | Karl Atkinson        | Mitsubishi Lancer Evo X   |                 |